# Loup gris en Espagne

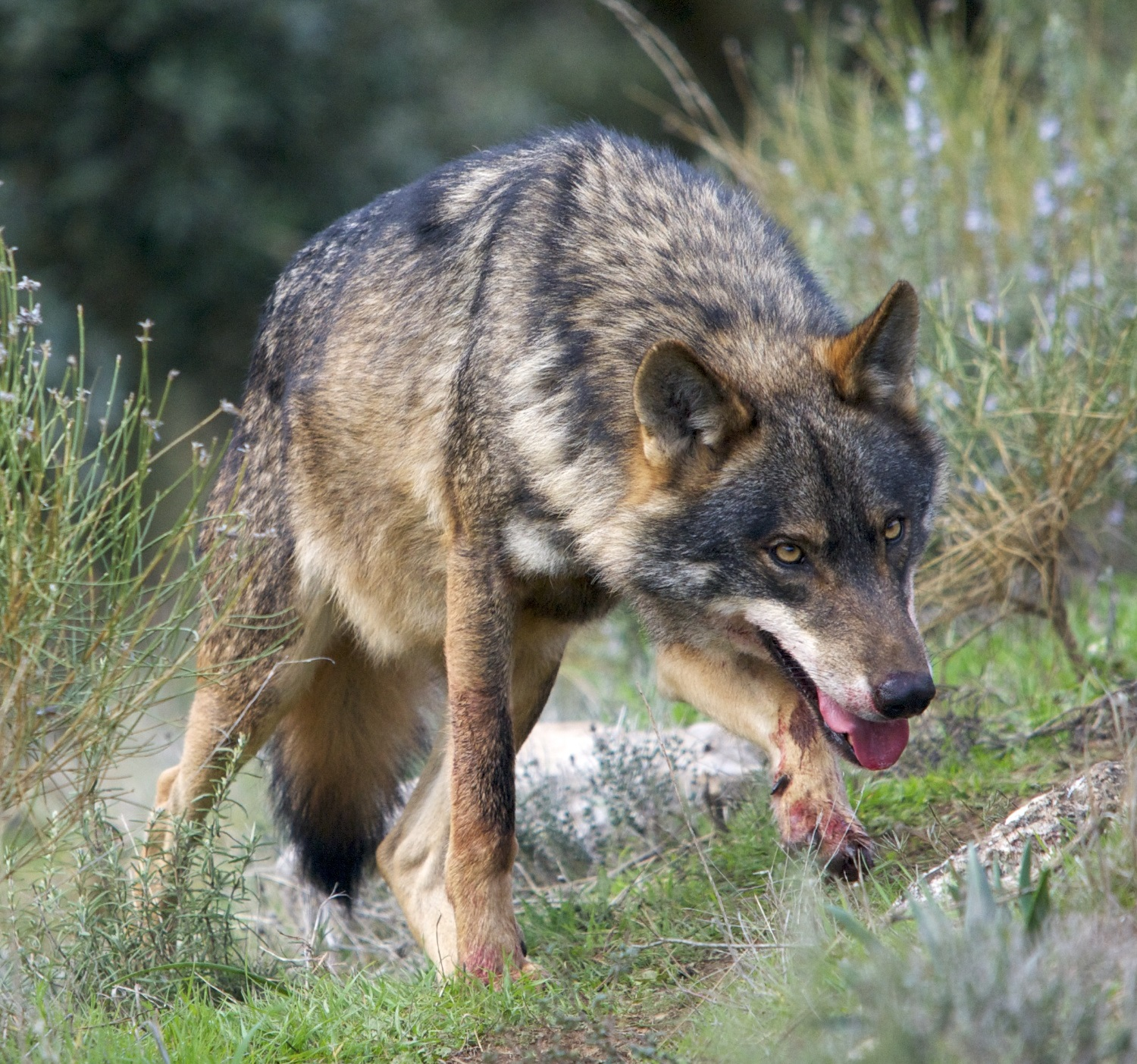
Loup ibérique.

Présent dans toute la péninsule ibérique jusqu'au début du XXe siècle, le loup gris (Canis lupus) est chassé et persécuté par l'Homme jusqu'à frôler l'extinction dans les années 1970. Son changement de statut, de nuisible à espèce protégée ou cynégétique selon la région, a permis à l'Espagne de conserver une population de loups ; contrairement à de nombreux pays européens qui ont éradiqué leurs loups à la même époque. Depuis la mise en place de moyens de protection, la population de l'animal augmente doucement depuis le début du XXIe siècle.

## Historique et statut de l'espèce

### Historique

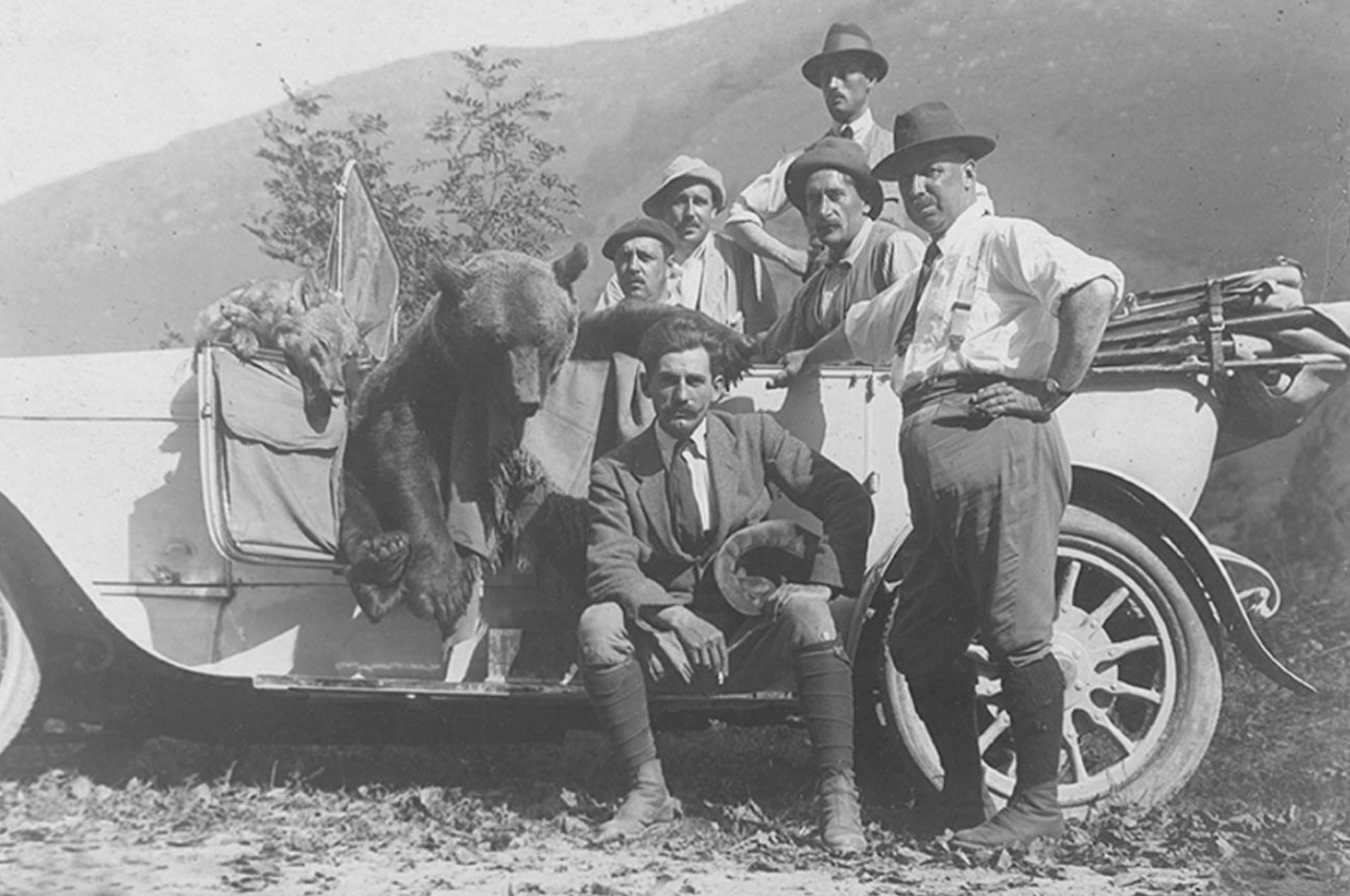
Retour d'une chasse au loup et à l'ours aux pics d'Europe (1919).

Au Moyen-Âge, la chasse est le privilège du roi mais durant la Renaissance, en 1542, Charles Quint passe une loi concernant la chasse aux prédateurs. Il autorise toute personne à participer à la chasse aux loups et offre une récompense pour tout animal tué. Cette récompense est la raison de l'apparition de l’alimañero, le « chasseur de vermine ». Au XVIIIe siècle, les primes fixées par Charles IV sont de 8 ducats pour un loup, 16 pour une louve, 24 si la portée de louveteaux est livrée avec la louve (en plus de 4 ducats pour chaque louveteau). Le renard est aussi concerné par cette chasse. En plus de toucher la récompense de l'administration, l’alimañero se voit offrir une aumône de la population pour service rendu à la communauté. Au fil du temps, d'autres espèces considérées comme nuisibles seront ajoutées à la liste (martre, chat forestier, blaireau, rapaces...),. En 1834, les primes par loup tué sont de 40 reales pour un mâle, 60 pour une femelle, 80 si elle est gestante et 20 pour un louveteau.
Encore présent dans toute la péninsule ibérique au XIXe siècle, une intensification de la chasse au loup à lieu à la fin de ce siècle. Comme dans d'autres pays du continent européen, il est chassé pour diverses raisons : protection du bétail, protection des populations humaines, mauvaise réputation de l'animal (diabolisation)... En outre, l'impact des activités humaines, entraînant la fragmentation ou la disparition de l'habitat et la raréfaction du gibier, accélère son déclin. L'espèce est repoussée petit à petit vers l'ouest puis le nord-ouest de la péninsule,.
À partir de 1953, avec la publication de la ley de alimañas (« Loi sur les vermines ») par le Ministère de l'Agriculture, l'administration fournit elle-même les pièges et le poison pour chasser tout animal considéré comme nuisible pour l'élevage, l'agriculture et la chasse, dont le loup,. À la fin des années 1960, la population du canidé dans le pays est évaluée entre 400 et 500 individus, divisée en deux populations relictuelles distinctes. L'espèce est en voie d'extinction.

### Protection

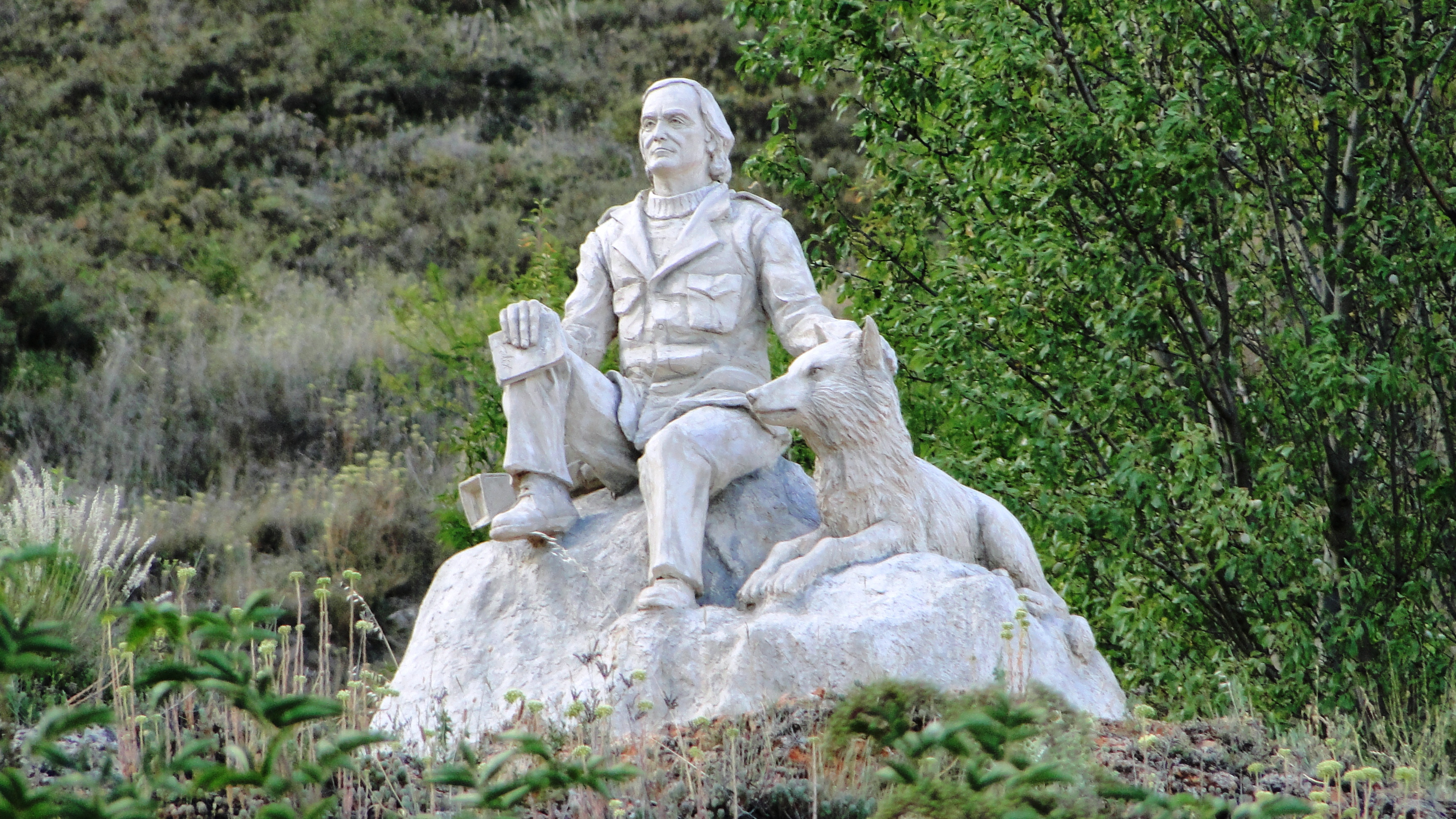
Félix Rodríguez de la Fuente, pionnier de la défense de l'environnement en Espagne et connu pour ses travaux sur le loup ibérique, est souvent représenté au côté d'un loup sur les monuments lui rendant hommage (statue à Poza de la Sal).

Une campagne de sensibilisation pour attirer l'attention du public est lancée par l'Asociación para la Defensa de la Naturaleza (ADENA, devenue WWF España (es)). Félix Rodríguez de la Fuente, naturaliste et fondateur de l'ADENA, réalise des documentaires de vulgarisation pour la télévision espagnole. Classé comme « espèce nuisible » à cette époque, le loup est chassé par tous les moyens disponibles : armes à feux, poisons (strychnine) et pièges,.
C'est en 1973 qu'il perd le statut de nuisible. Pour protéger l'élevage, le loup devient une espèce cynégétique au nord du fleuve Duero, lieu où sa population est la plus importante. Il profite ainsi de la nouvelle Loi sur la chasse de 1970 (« Ley 1/1970, de 4 de abril, de Caza ») qui impose une gestion des espèces gibier permettant non seulement leur maintien mais aussi leur développement. Dans le cas contraire, un plan de conservation peut être imposé. Sa chasse est strictement réglementée : seule l'arme à feu est autorisée ; pièges et poisons sont interdits ; et la chasse se déroule pendant une période bien définie. Ce changement de statut et la nouvelle loi sur la chasse mettent fin aux récompenses offertes pour chaque animal tué.
Cette décision fut mise à mal lors de l'été 1974. La mort de deux jeunes enfants (un garçon de 3 ans et un bébé de 11 mois) à San Cibrao das Viñas (Galicie), tués par une louve à quelques jours d'intervalle, déclenche une vague de panique. Une chasse au loup importante s'ensuit, la population va jusqu'à déclencher des feux de forêts.
Pour la gestion des loups, un quota de tirs est mis en place chaque année. Au début du XXIe siècle, entre 5 et 6 % des animaux peuvent être prélevés ; pour le calcul du plan de chasse, le braconnage est pris en compte. Pour pouvoir chasser un loup, le chasseur doit s'acquitter d'une taxe (1 500 € en 2017) mais certains territoires ont fait le choix de vendre aux enchères ce droit de tirer (certains animaux ont été vendus à plus de 10 000 €). Pour la période 2008-2013, 623 loups sont ainsi légalement abattus. Cette chasse est interdite en septembre 2021 et le statut de l'espèce est uniformisé sur l'ensemble du territoire national,,.
La population de l'espèce augmente doucement depuis le début du XXIe siècle. Chaque communauté autonome est responsable de la gestion de l'espèce sur son territoire.

## État des populations

### Composition: les sous-espèces
La population lupine espagnole est constituée d'une sous-espèce endémique : le loup ibérique (Canis lupus signatus). Une deuxième sous-espèce espagnole, le loup de Murcie (es) (Canis lupus deitanus), disparue en 1930, est parfois citée.
Colonisant l'Europe occidentale, le loup d'Italie (Canis lupus italicus) est présent en Espagne depuis le début des années 2000.
Ces différentes sous-espèces ne sont pas reconnues par tous les zoologistes ; une partie les considèrent comme une seule population de loup gris commun (Canis lupus lupus).

### État des lieux

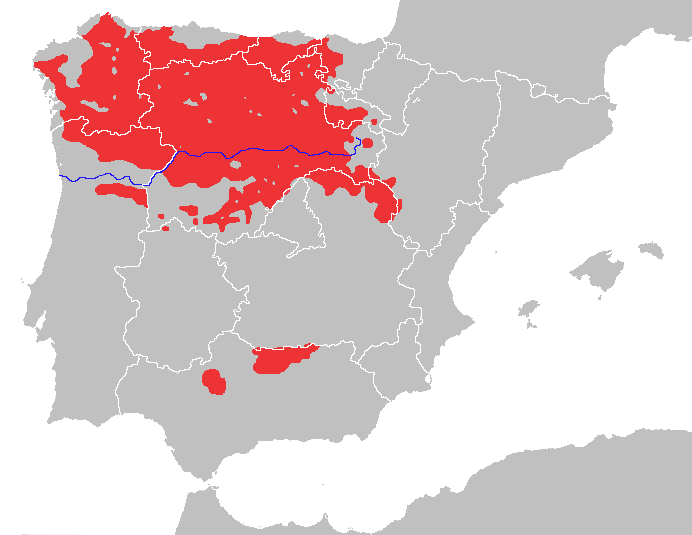
Distribution du loup ibérique en 2015.

La sous-espèce Canis lupus signatus est divisée en deux populations. La première est relativement stable au nord du Duero, tandis qu'au sud sa population est fragile et fragmentée.
La plus grande partie des animaux sont présents en Castille-et-León, Galice, Cantabrie et Asturies. Il existe également des populations plus petites dans les zones montagneuses des régions limitrophes telles que le Pays basque, La Rioja, la province de Guadalajara (Castille-La Manche). Elle est en expansion vers le centre et le sud-est du pays. Un premier loup est ainsi aperçu dans la communauté de Madrid en 2013.
La deuxième population est présente dans les zones montagneuses du nord de l'Andalousie, et est isolée de celle du nord de la péninsule ibérique. Elles sont séparées par le Submeseta sud, zone où le loup est absent. Malgré l'interdiction de la chasse au loup dans cette région en 1986, l'espèce est menacée par des problèmes de consanguinité. Un recensement de 2012 estime sa population à moins d'une cinquantaine d'individus dans la Sierra Morena. Elle est considérée comme en danger d'extinction. L'année 2013 est la dernière où des relevés prouvant la présence du loup sont réalisés. Depuis, plus rien. Des sources de 2018 affirment que cette population serait éteinte. Cette extinction est annoncée officiellement durant l'été 2023, après dix ans d’absence de traces de présence de l'espèce,.
En 2019, la population est estimée à 300 meutes (entre 1 500 et 2 700 individus) ; les deux tiers se concentrant en Castille et Léon,.

### Arrivée du loup italien
Continuant son expansion en Europe depuis le début des années 1990, le loup d'Italie (Canis lupus italicus) est repéré en Catalogne en 2004, lieu ou le loup avait disparu depuis 1935. En 2017, à la suite d'une attaque sur des moutons, un individu est repéré en Aragon. Bien que plusieurs individus ont été aperçus depuis, le nombre exact des animaux est inconnu et aucune preuve de reproduction n'a été trouvée.
Son arrivée est perçue de manière mitigée. Une partie des spécialistes du loup ne reconnaissent pas les Canis lupus signatus et italicus comme des sous-espèces du loup gris, considérant les deux populations comme des Canis lupus lupus. L'arrivée de nouveaux individus par la France permettrait l'apport de sang neuf et d'améliorer la diversité génétique de la population espagnole. Pour les spécialistes reconnaissant les deux sous-espèces, l'hybridation des deux populations entraînerait, à plus ou moins long terme, la disparition du loup ibérique.

## Relations avec l'Homme
Malgré son classement en espèce protégée, le loup est encore mal perçu par une partie de la population rurale en raison des dégâts causés à l'élevage (en particulier l'élevage ovin) et la concurrence qu'il représente pour la chasse (prélèvements sur le gibier). En raison des tensions, le braconnage est présent. Tous les ans, plusieurs loups sont retrouvés morts, tués par piégeage, empoisonnés ou tirés illégalement. À ces morts s'ajoutent les collisions avec les véhicules.

### Loup et élevage

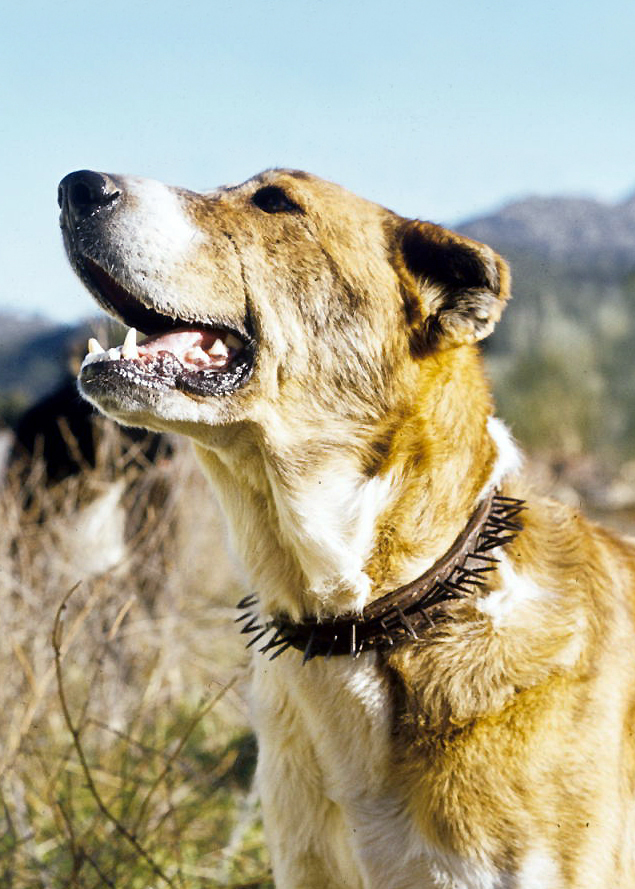
Chien de protection portant un collier anti-loup (Castille et León, 1976).

Avec l'augmentation de la population de loups, le nombre d'attaques sur le bétail est également en augmentation. Le petit bétail (moutons et chèvres) est particulièrement vulnérable aux attaques. L'élevage extensif pratiqué par les éleveurs ne facilite pas la défense des troupeaux. Parmi les solutions de défenses employées, deux sont surtout utilisées : la mise à l'abri du troupeau pendant la nuit derrière des clôtures électriques et l'utilisation de chiens de protection (mâtin des Pyrénées et mâtin espagnol),.
Ses attaques ont un impact financier qui augmente chaque année. En 1988, les dégâts sont estimés à 720 000 € ; en 2002, ils dépassent le million d'euros. En 2016, sur les huit communautés autonomes concernées, 4 650 attaques sont recensées pour plus de 2,2 millions d'euros de dégâts. La plus grande partie des attaques touchent les ovins. Le remboursement des pertes aux éleveurs varie selon la communauté autonome : chacune à son délai de paiement ; des preuves sont plus ou moins demandées lors du dépôt du dossier ; le prix remboursé par tête de bétail varie,,. Des tentatives de fraudes aux indemnités sont aussi tentées par quelques éleveurs.

### Life Lobo Andalucía
Pour protéger la population présente en Andalousie, le projet Life Lobo est lancé en 2016, pour une durée de 4 ans. Le but est d'informer et sensibiliser la population rurale à la protection et la gestion de l'espèce. Dans cette région, l'élevage a été remplacé par une économie basée sur la chasse au gros gibier. L'activité de chasse se déroule dans de grandes fermes clôturées, entraînant des conflits avec le loup. Plus de 1,6 million d'euros a été investis dans ce projet,.

### Loup et tourisme
Une filière d'écotourisme s'est mise en place, développant une nouvelle activité économique en zone rurale. Des sorties naturalistes pour apercevoir et observer le loup ibérique sont proposées au public. En 2020, l'offre est inférieure à la demande alors qu'une demande internationale est de plus en plus importante. La mise en place d'un code de conduite est aussi nécessaire pour éviter les effets négatifs qu'un tourisme de masse pourrait représenter pour l'espèce,.
Des « maisons des loups » sont également ouvertes pour faire découvrir l'histoire et l'éthologie de l'espèce à travers des expositions, visites guidées et des parcs présentant plusieurs animaux :
- Centro del Lobo Ibérico "Féliz Rodríguez de la Fuente" à Puebla de Sanabria (Castille-et-León)[39]
- La Casa del Lobo à Belmonte (Asturies)[40]